# Yemane Haileselassie
Yemane Haileselassie (ur. 21 lutego 1998) – erytrejski lekkoatleta specjalizujący się w biegach długodystansowych.
Szósty zawodnik biegu na 3000 metrów z przeszkodami podczas igrzysk afrykańskich w Brazzaville (2015). W 2016 zdobył srebrny medal na mistrzostwach świata juniorów w Bydgoszczy oraz zajął 11. miejsce podczas igrzysk olimpijskich w Rio de Janeiro. W 2017 zdobył brąz w drużynie juniorów podczas mistrzostw świata w biegach przełajowych w Kampali.
Medalista mistrzostw Erytrei.
Rekord życiowy w biegu na 3000 metrów z przeszkodami: 8:11,22 (8 czerwca 2017, Rzym) rekord Erytrei.

## Osiągnięcia indywidualne
| Rok  | Impreza                                   | Miejsce        | Konkurencja                   | Pozycja     | Wynik    |
| ---- | ----------------------------------------- | -------------- | ----------------------------- | ----------- | -------- |
| 2015 | Mistrzostwa świata w biegach przełajowych | Guiyang        | bieg juniorów                 | 23. miejsce | 25:08    |
| 2015 | Igrzyska afrykańskie                      | Brazzaville    | bieg na 3000 m z przeszkodami | 6. miejsce  | 8:32,05  |
| 2016 | Mistrzostwa świata juniorów               | Bydgoszcz      | bieg na 3000 m z przeszkodami | 2. miejsce  | 8:22,67  |
| 2016 | Igrzyska olimpijskie                      | Rio de Janeiro | bieg na 3000 m z przeszkodami | 11. miejsce | 8:40,68  |
| 2017 | Mistrzostwa świata w biegach przełajowych | Kampala        | bieg juniorów                 | 9. miejsce  | 23:18    |
| 2017 | Mistrzostwa świata w biegach przełajowych | Kampala        | drużyna juniorów              | 3. miejsce  |          |
| 2018 | Mistrzostwa Afryki                        | Asaba          | bieg na 5000 m                | 3. miejsce  | 13:49,58 |
| 2018 | Mistrzostwa Afryki                        | Asaba          | bieg na 3000 m z przeszkodami | 5. miejsce  | 8:36,58  |
| 2019 | Igrzyska afrykańskie                      | Rabat          | bieg na 3000 m z przeszkodami | –           | DQ       |
| 2019 | Mistrzostwa świata                        | Doha           | bieg na 3000 m z przeszkodami | eliminacje  | 8:26,58  |
| 2019 | Mistrzostwa świata w biegach przełajowych | Aarhus         | bieg seniorów                 | 29. miejsce | 33:33    |
| 2019 | Mistrzostwa świata w biegach przełajowych | Aarhus         | drużyna seniorów              | 4. miejsce  |          |
| 2021 | Igrzyska olimpijskie                      | Tokio          | bieg na 3000 m z przeszkodami | 5. miejsce  | 8:15,34  |
| 2022 | Mistrzostwa świata                        | Eugene         | bieg na 3000 m z przeszkodami | 7. miejsce  | 8:29,40  |